# Cantone di Rumiñahui
Il cantone di Rumiñahui è un cantone dell'Ecuador che si trova nella provincia del Pichincha.
Il capoluogo del cantone è Sangolquí, nome originale della zona ove sorge il cantone. È stato elevato al grado di parrocchia con la legge di divisione territoriale del 29 maggio 1861, e il 31 maggio del 1938 viene separata da Quito ed elevata a cantone, con il nome cambiato da Sangolquí a Rumiñahui.